# Далекосхідні черепахи
Далекосхідні черепахи (Pelodiscus) — рід черепах з родини трикігтевих черепах  (Trionychidae). Має 7 видів.

## Опис
Загальна довжина представників цього роду коливається від 15 до 40 см. Бока та задня частина карапакса облямовані м'якою шкірястою облямівкою. У карапакса немає ряду крайових (супраневральної та періферальних) кісткових пластинок. Ці черепахи мають 7—9 центральних (невральних) пластинок, реберних (плевральних) — 7-8 пар, останні 1—2 з'єднуються одна з одною по середній лінії. Пластрон сильно редукований, з великими фонтанелямі; гіо— та гіпопластрони не злиті.
Забарвлення черепах цього роду здебільшого зеленувате з різними відтінками, також є бурі, та сіруваті види.

## Спосіб життя
Полюбляють водойма, узбережжя річок, озер та ставків. Активні як вдень, так й вночі. Харчуються рибою, молюсками, водяними комахами.
Самиці відкладають до 40—50 яєць у піщану ямку. За сезон буває до 3 кладок. Черепашенята з'являються через 40—60 діб.

## Розповсюдження
Мешкають у Східній та Південно-Східній Азії, Гавайських островах.

## Види
- Хунанська м'якотіла черепаха (Pelodiscus axenaria)
- Pelodiscus huangshanensis
- Північнокитайська м'якотіла черепаха (Pelodiscus maackii)
- Карликова м'якотіла черепаха(Pelodiscus parviformis)
- Китайська м'якотіла черепаха (Pelodiscus sinensis)
- Pelodiscus variegatus
- Pelodiscus shipian